# Jack Kid Berg
Judah Bergman meglio conosciuto come Jack Kid Berg (Londra, 28 giugno 1909 – 22 aprile 1991) è stato un pugile britannico, campione del mondo dei pesi superleggeri (1930-1931) e avversario di Cleto Locatelli e Aldo Spoldi.

## La carriera
Professionista dal 1924. Di famiglia ebraica, era famoso per combattere con la stella di David sui pantaloncini. Divenne noto anche per lo stile di vita ostentato e per le frequentazioni di personaggi famosi, come Mae West, o esponenti della malavita, come Jack Spot.
Batté Tony Canzoneri e, nel 1930, conquistò il titolo mondiale dei pesi superleggeri. Si trasferì allora negli Stati Uniti e combatté con i migliori pesi leggeri e superleggeri statunitensi. Perse il titolo nel 1931 proprio contro Canzoneri, in un match valido anche per il titolo mondiale dei leggeri, in possesso dell'italo-americano. Perse poi la rivincita con Canzoneri ma batté Kid Chocolate in un match non valido per il titolo. In seguito ottenne due sconfitte con gli italiani Cleto Locatelli e Aldo Spoldi.
La International Boxing Hall of Fame lo ha riconosciuto fra i più grandi pugili di ogni tempo.